# FitzRoy Somerset (4. baron Raglan)

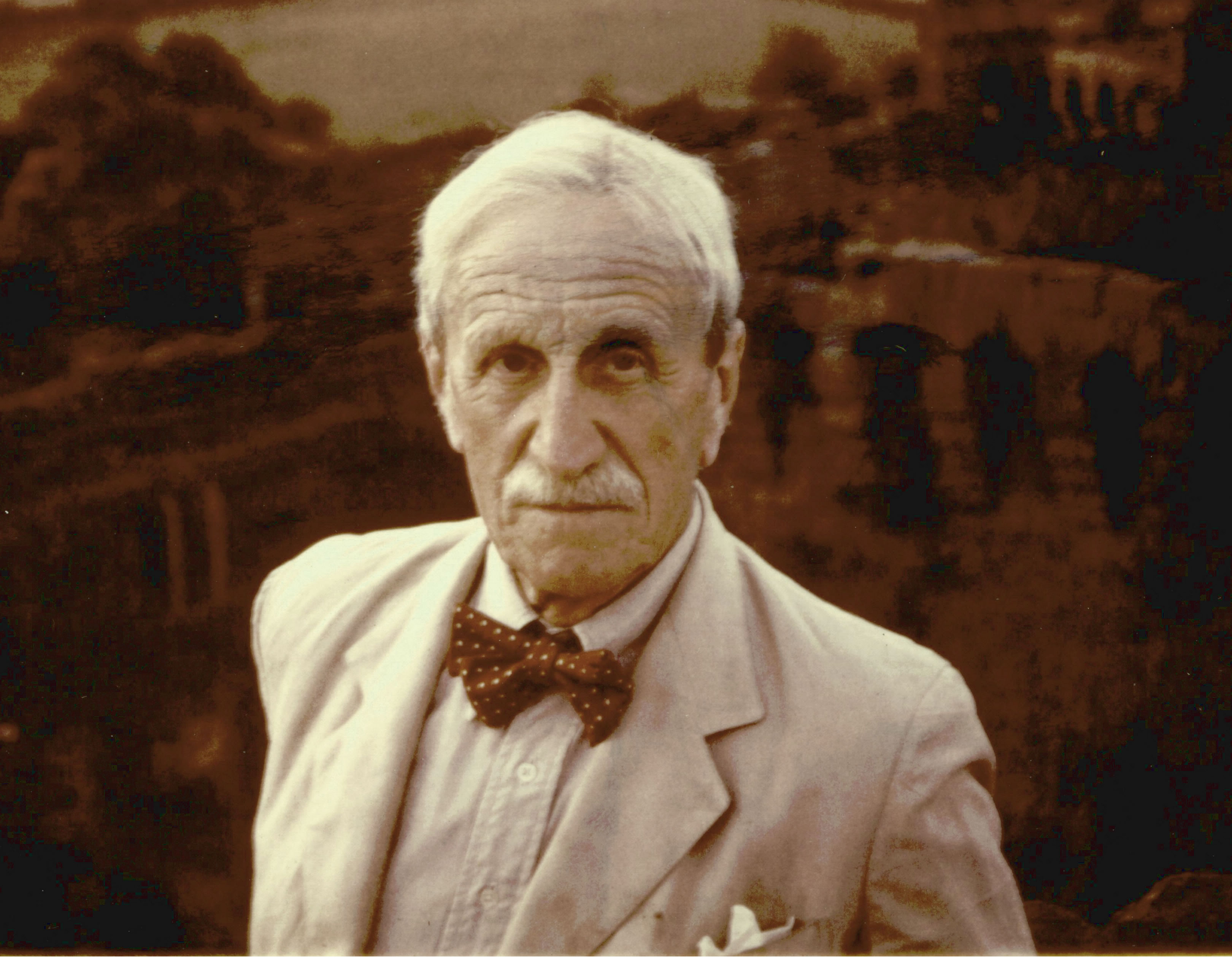
FitzRoy Somerset

FitzRoy Richard Somerset, 4. baron Raglan (ur. 10 czerwca 1885, zm. 14 września 1964), brytyjski arystokrata i naukowiec amator, najstarszy syn George'a Somerseta, 3. barona Raglan, i Ethel Ponsonby, córki 7. hrabiego Bessborough.
Wykształcenie odebrał w Eton College i Royal Military Academy Sandhurst. Następnie wstąpił do British Army. W szeregach Grenadier Guards służył w Hongkongu, Północnej Afryce i Palestynie. Dosłużył się tam rangi majora. Od 1913 do 1918 r. służył w południowym Sudanie. Tam zainteresował się antropologią kultury, zwłaszcza ludem Lotuko. Wkrótce wydał pierwszy słownik lotuko-angielski. Podczas I wojny światowej pozostał na Bliskim Wschodzie.
Po śmierci ojca w 1921 r. odziedziczył tytuł barona Raglan i zasiadł w Izbie Lordów. Zrezygnował ze służby czynnej i zamieszkał w rodowej posiadłości Cefntilla Court w hrabstwie Monmouthshire. Dbał o rozwój posiadłości, założył hodowlę pszczół. Amatorsko zgłębiał również antropologię, politologię i architekturę. W 1933 r. opublikował swoją pierwszą książkę, Jocasta's Crime, a w 1936 r. The Hero, w której uporządkował mity bohaterskie z różnych kultur. Był przewodniczącym Narodowego Muzeum Walii i sędzią pokoju.
9 kwietnia 1923 r. Raglan poślubił Julię Hamilton (7 stycznia 1901 - 17 kwietnia 1971), córkę Roberta Hamiltona-Udnyego, 11. lorda Belhaven i Stenton, oraz Kathleen Bromhead, córki pułkownika sir Benjamina Bromheada, 4. baroneta. FitzRoy i Julia mieli razem trzech synów i dwie córki:
- FitzRoy Somerset (9 - 13 stycznia 1924)
- Janetta Somerset (ur. 8 czerwca 1925), żona Josepha Ridgelyego, ma dzieci
- FitzRoy John Somerset (ur. 8 listopada 1927, zm. 24 stycznia 2010), 5. baron Raglan
- Geoffrey Somerset (ur. 29 sierpnia 1932), ożenił się z Caroline Hill, ma dzieci, 6 baron Raglan
- Cecily Somerset (ur. 10 sierpnia 1938), żona Jonkheera Jana Tewdyra Patricka Steengrachta van Moylanda, ma dzieci

Zmarł w 1964 r. w wieku 79 lat. Został pochowany w Llandenny. Jego następcą został jego najstarszy syn.

## Publikacje
- Jocasta's Crime, 1933
- The Science of Peace, 1933
- If I were Dictator, 1934
- The Hero: A Study in Tradition, Myth and Drama, 1936
- How Came Civilisation?, 1939
- Death and Rebirth, 1945
- The Origin of Religion, 1949
- Monmouthshire Houses, (razem z Cyrilem Foxem)